# (671467) 2014 LO28
(671467) 2014 LO28 est un cubewano d'un diamètre estimé à environ 400 km, ce qui le qualifie comme un candidat au statut de planète naine.